# Jeisson Vargas
Jeisson Andrés Vargas Salazar (Santiago del Cile, 15 settembre 1997) è un calciatore cileno, attaccante dell'Universidad de Chile.

## Carriera
Fa il suo esordio nel dicembre 2014 con l'Universidad Catolica. Nella squadra cilena giocò per due stagioni diventando poco alla volta un titolare inamovibile nella formazione biancoblu.
Nell'estate del 2016 viene comprato per 3,1 milioni di dollari dal Montreal Impact; viene però subito girato in prestito prima in Argentina, all'Estudiantes, poi in Cile tornando nel Catolica.
Il 22 gennaio 2018 torna agli Impact firmando un contratto per un anno con opzione per altri due.
Il 17 marzo firma la rete della vittoria nel derby contro il Toronto, partita vinta per 1-0, dando i primi tre punti stagionali agli Impact.
Nel turno successivo realizza l'unica rete della partita che dà la vittoria finale ai canadesi nel match contro i Seattle Sounders.
Il 10 gennaio 2020 viene ceduto a titolo definitivo ai cileni dell'Unión La Calera.

### Nazionale
È stato chiamato dal commissario tecnico Pizzi nella pre-convocazione in occasione della Coppa America Centenario, ma è stato tagliato dalla rosa finale per affrontare la competizione.

## Statistiche

### Presenze e reti nei club
Statistiche aggiornate al 20 luglio 2020.
| Stagione        | Squadra              | Campionato      | Campionato | Campionato | Coppe nazionali | Coppe nazionali | Coppe nazionali | Coppe continentali | Coppe continentali | Coppe continentali | Totale | Totale |
| Stagione        | Squadra              | Comp            | Pres       | Reti       | Comp            | Pres            | Reti            | Comp               | Pres               | Reti               | Pres   | Reti   |
| --------------- | -------------------- | --------------- | ---------- | ---------- | --------------- | --------------- | --------------- | ------------------ | ------------------ | ------------------ | ------ | ------ |
| 2014-2015       | Universidad Catolica | PDC             | 7+2        | 0          | -               | -               | -               | CS                 | -                  | -                  | 9      | 0      |
| 2015-2016       | Universidad Catolica | PDC             | 16+4       | 6+2        | -               | -               | -               | CS                 | 2                  | 0                  | 22     | 8      |
| 2016-2017       | Estudiantes          | PD              | 9          | 0          | -               | -               | -               | CS                 | 1                  | 0                  | 10     | 0      |
| 2017            | Universidad Catolica | PDC             | 16+4       | 6+2        | -               | -               | -               | CS                 | 2                  | 0                  | 22     | 8      |
| 2018            | Montréal Impact      | MLS             | 19         | 4          | CC              | 2               | 0               |                    | -                  | -                  | 21     | 4      |
| 2019            | Universidad Católica | PDC             | 3          | 0          | -               | -               | -               | CS                 | 2                  | 0                  | 5      | 0      |
| 2020            | Unión La Calera      | PDC             | 4          | 1          | -               | -               | -               | CS                 | 1                  | 0                  | 5      | 1      |
| Totale carriera | Totale carriera      | Totale carriera | 58+6       | 11+2       |                 | 4               | 0               |                    | 4                  | 0                  | 68     | 13     |

## Palmarès

### Club

#### Competizioni nazionali
- Campionato cileno: 1

Universidad Católica: 2019
- Supercopa de Chile: 1

Univ. Catolica: 2019